# Joachim Witthöft
Pour les articles homonymes, voir Witthöft.
Joachim Witthöft (23 septembre 1887 à Marienwerder – 7 juillet 1966 à Dalheim-Rödgen) est un General der Infanterie allemand qui a servi au sein de la Wehrmacht pendant la Seconde Guerre mondiale.
Il a été récipiendaire de la Croix de chevalier de la Croix de fer. Cette décoration est attribuée pour récompenser un acte d'une extrême bravoure sur le champ de bataille ou un commandement militaire avec succès.

## Biographie
Joachim Witthöft est capturé par les forces britanniques en mai 1945 et reste en captivité plusieurs mois.

## Décorations
- Croix de fer (1914)
  - 2e Classe
  - 1re Classe
- Croix d'honneur
- Agrafe de la Croix de fer (1939)
  - 2e Classe
  - 1re Classe
- Médaille du Front de l'Est
- Croix de chevalier de la Croix de fer
  - Croix de chevalier le 14 décembre 1941 en tant que Generalleutnant et commandant de la 86. Infanterie-Division[1]